# Liste der Monuments historiques in Mesmont (Ardennes)
Die Liste der Monuments historiques in Mesmont führt die Monuments historiques in der französischen Gemeinde Mesmont auf.

## Liste der Immobilien
| Bezeichnung        | Beschreibung            | Standort                   | Kennzeichnung | Schutzstatus | Datum | Bild           |
| ------------------ | ----------------------- | -------------------------- | ------------- | ------------ | ----- | -------------- |
| Château de Mesmont | aus dem 17. Jahrhundert | 1 route de Beuamont (Lage) | PA00132582    | Inscrit      | 1994  | weitere Bilder |